# Idaea faroulti
Idaea faroulti là một loài bướm đêm trong họ Geometridae.